# Konami's Baseball
Konami's Baseball is een computerspel dat in 1985 werd ontwikkeld door Konami voor de MSX-computer. Het spel is een sportspel waarmee honkbal gespeeld kan worden. Het kan met een of twee spelers gespeeld worden in de modi Verenigde Staten en Japan.